# سپاوا
سپاوا (به لهستانی:  Spała) یک روستا در لهستان است که در گمینا اینووووز واقع شده‌است. سپاوا ۴۰۰ نفر جمعیت دارد.